# سامانه‌های تجاری ترابری مداری

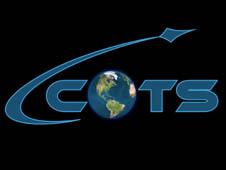
نشان پروژه COTS

سامانه‌های تجاری ترابری مداری (انگلیسی: Commercial Orbital Transportation Services) با نام اختصاری COTS، یکی از برنامه‌های ناسا به منظور هماهنگ‌کردن ارسال و تحویل محموله‌های فضایی به ایستگاه فضایی بین‌المللی توسط شرکت‌های خصوصی بود. این پروژه در ۱۸ ژانویه ۲۰۰۶ معرفی شد و تا سپتامبر ۲۰۱۳ همه محموله‌ها با موفقیت ارسال شد.